# Problema del momento de Hausdorff
El problema del momento de Hausdorff es una cuestión matemática que lleva el nombre de Felix Hausdorff. Establece las condiciones necesarias y suficientes para que una sucesión dada (m0, m1, m2, ...) sea la secuencia de momentos
{\displaystyle m_{n}=\int _{0}^{1}x^{n}\,d\mu (x)}
de alguna medida de Borel μ soportada en el intervalo unidad cerrado [0, 1]. En el caso m0= 1, esto equivale a la existencia de una variable aleatoria X soportada en [0, 1], tal que E[Xn]= mn.
La diferencia esencial entre este y otros problemas de momentos conocidos es que el problema de Hausdorff considera un intervalo acotado; mientras que en el problema del momento de Stieltjes se considera una semirrecta [0, ∞), y en el problema del momento de Hamburger se considera la recta real completa (−∞, ∞). Los problemas de momentos de Stieltjes y los problemas de momentos de Hamburger, si son solucionables, pueden tener infinitas soluciones (problemas de momento indeterminado), mientras que un problema de momento de Hausdorff siempre tiene una solución única si es solucionable (problema de momento determinado). En el caso del problema de momentos indeterminados, existen infinitas medidas correspondientes a los mismos momentos prescritos y constan de un conjunto convexo. El conjunto de polinomios puede ser denso o no en los espacios de Hilbert asociados si el problema de momentos es indeterminado, y depende de si la medida es extrema o no. Pero en el caso del problema del momento determinado, el conjunto de polinomios es denso en el espacio de Hilbert asociado.

## Secuencias completamente monótonas
En 1921, Hausdorff demostró que (m0, m1, m2, ...) es una secuencia de momentos si y solo si la secuencia es completamente monótona, es decir, sus diferentes secuencias satisfacen la ecuación
{\displaystyle (-1)^{k}(\Delta ^{k}m)_{n}\geq 0}
para todos los n, k ≥ 0. Aquí, Δ es la relación de recurrencia dada por
{\displaystyle (\Delta m)_{n}=m_{n+1}-m_{n}.}
La necesidad de esta condición se ve fácilmente por la identidad
{\displaystyle (-1)^{k}(\Delta ^{k}m)_{n}=\int _{0}^{1}x^{n}(1-x)^{k}d\mu (x),}
que es no negativa, ya que es la integral de una función no negativa, como se muestra en el siguiente ejemplo:
{\displaystyle (\Delta ^{4}m)_{6}=m_{6}-4m_{7}+6m_{8}-4m_{9}+m_{10}=\int x^{6}(1-x)^{4}d\mu (x)\geq 0.}